# Invloed van het Grieks op wetenschappelijke terminologie
Wetenschappers-filosofen uit het oude Griekenland speelden een belangrijke rol in de ontwikkeling van diverse wetenschappen. De huidige wetenschappelijke terminologie is dan ook schatplichtig aan de Griekse taal.

## Geneeskunde

### Algemene context: ontstaan van de geneeskunde
De geneeskundige praktijken van bijvoorbeeld de Egyptenaren en de Babyloniërs werden slechts fragmentarisch overgenomen door de Grieken. In het tweede millennium voor Christus ontwikkelde de geneeskunde zich in Kreta. Deze Minoïsche beschaving werd echter compleet verwoest door de Dorische invallen, waardoor er nadien een periode van complete duisternis aanbrak: de zogenaamde Dark Ages. Pas in de tijd van Pericles en bij de opkomst van de polis, de zogenaamde archaïsche periode, werd dit terrein opnieuw herwonnen.
Uiteindelijk wordt Hippocrates gezien als de grondlegger van de Griekse geneeskunde. Hij kon inspiratie putten uit de overgeleverde werken van de Minoïsche beschaving voor de fundamenten van zijn leer. Op die manier was de leer van Hippocrates een herwerking (en herleving) van een wetenschap die al zo’n 700 jaar eerder gestart was. Hippocrates werd geboren in 460 voor Christus op het Griekse eiland Kos. Op dat moment werd Kos al bewoond door de kolonisten uit Epidaurus, die Asclepius als belangrijke godheid vereerden. Kos had met andere woorden al een tempel gewijd aan Asclepius waar de zieken offers aan de godheid konden brengen in de hoop van hun kwaaltjes verlost te worden. Dit hoeft niet te verwonderen, aangezien Asclepius gezien wordt als de vader (weliswaar op mythologisch vlak) van de geneeskunde. Hij was de zoon van Apollo, maar werd door Zeus gedood, omdat hij door zijn genezende krachten mensen onsterfelijk wist te maken.
Na zijn passage op Kos, studeerde Hippocrates verder in Athene en reisde rond om de effecten van het klimaat op de gezondheid van bewoners te observeren. Later keerde hij terug naar Kos om zijn verdere leven aan de geneeskunde te wijden. Hij bestudeerde de geneeskunde door middel van observaties en beschouwde een ziekte niet langer, zoals de Asclepiaden deden, als een fysische entiteit die door offers beteugeld moest worden. Daarom wordt Hippocrates de grondlegger van de klinische geneeskunde genoemd, ondanks het feit dat hij zich ook nog bezig hield met meer filosofische aspecten, zoals de leer van de vier elementen.

### Evolutie van medische taal
Wetenschappers stelden een lijst op van 120 woorden die door de Oude Grieken van Pre-Griekse beschavingen werden overgenomen en via hun geschriften tot in de moderne tijd zijn overgeleverd. Een voorbeeld hiervan is het Griekse woord ἔλαιον (olie).
Hippocrates was de eerste die een precieze en functionele taal gebruikte om medische concepten te beschrijven. Zijn ideeën waren deels beïnvloed door de filosofie van Empedocles, met name diens leer van de vier elementen. Hippocrates schreef regelmatig remedies voor zoals 'frisse lucht' en 'lichaamsbeweging' voor diverse aandoeningen, en maakte zelden gebruik van specifieke medicijnen. De basis van de relatie tussen de oude Griekse en de moderne geneeskunde begon vorm te krijgen in de tijd van Hippocrates. Veel van de door hem gebruikte termen zijn nog steeds terug te vinden in het hedendaagse medische vocabularium, hoewel sommige woorden in de loop der tijd zijn verdwenen of van betekenis zijn veranderd. De geschriften van Hippocrates werden wijdverspreid in het Romeinse Rijk. Omdat de Romeinen geen vergelijkbare eigen medische traditie hadden, bleven Griekse bronnen dominant. Bovendien waren de meeste artsen in het oude Italië van Griekse afkomst, wat de overdracht van Griekse medische kennis vergemakkelijkte. Hierdoor bevatten Latijnse medische teksten vaak termen van Griekse oorsprong, die via de Latijnse geschriften verder werden verspreid.
In de vroege 1e eeuw schreef de Romeinse aristocraat Aulus Cornelius Celsus het werk De Medicina. Dit werk biedt een overzicht van de medische kennis van die tijd, grotendeels gebaseerd op Griekse bronnen. Celsus ondervond, net als eerdere Romeinse auteurs, moeilijkheden bij het vertalen van Griekse medische termen, omdat veel van deze termen geen direct Latijns equivalent hadden. Hij loste dit op door Griekse termen rechtstreeks over te nemen of door de aandoening en remedies in het Latijn te omschrijven. Hierdoor ontstond een mengeling van Latijnse en Griekse termen, vaak met Griekse achtervoegsels en voorvoegsels. Celsus gaf regelmatig de voorkeur aan Griekse woordstammen boven Latijnse, omdat deze meer mogelijkheden boden voor het vormen van nieuwe termen. Dit leidde tot Grieks-Latijnse hybride woorden, zoals hypertensie in plaats van supertensie. Met De Medicina markeerde Celsus een keerpunt, omdat het een van de eerste uitgebreide medische werken was dat volledig in het Latijn werd gepubliceerd.
Tijdens de Middeleeuwen werden veel klassieke Griekse medische teksten vertaald naar het Arabisch. Hoewel sommige Arabische termen in de westerse geneeskunde werden overgenomen, bleef de invloed van deze overgang beperkt.
De Renaissance bracht vernieuwing op tal van gebieden, waaronder de medische terminologie. De arts Paracelsus, wiens naam suggereert dat hij zichzelf boven Celsus stelde, ontwikkelde een nieuwe medische terminologie in zijn moedertaal, het Duits. Hij introduceerde termen gebaseerd op de locatie van aandoeningen in het lichaam, zoals Hauptweh (hoofdpijn, van Haupt voor hoofd) en Halsweh (keelpijn). (Opmerkelijk is dat Hauptweh later werd vervangen door Kopfweh, terwijl Halsweh ongewijzigd bleef.) Paracelsus' vocabularium omvatte meer dan 3.000 termen, maar zijn directe invloed op de medische terminologie bleef beperkt. In dezelfde periode droeg Simon Stevin bij aan de ontwikkeling van medische termen in het Nederlands, door alternatieven te bedenken voor Griekse en Latijnse woorden. Hierdoor vermengden klassieke termen met die in de volkstaal. Desondanks bleven het Latijn en Grieks tot in de 19e eeuw de basis van de medische terminologie.
In de Moderne tijd werd de medische terminologie sterk beïnvloed door het Frans en later het Engels. Rond 1950 werd het Engels de dominante internationale communicatietaal in de westerse geneeskunde, waardoor het Latijn als voertaal werd vervangen. Nationale volkstalen bleven in gebruik op lokaal niveau, maar voor wereldwijde communicatie tussen onderzoekers werd het Engels de standaard.
Gedurende eeuwen waren het Grieks en Latijn de internationale voertalen onder geleerden, die vaak beide talen beheersten. Dit vergemakkelijkte communicatie ondanks verschillende moedertalen. Nieuwe medische termen werden gevormd door Griekse en Latijnse stammen, voor- en achtervoegsels te combineren, een praktijk die de basis legde voor de moderne medische terminologie.

### Vorming van de huidige medische taal
In de hedendaagse medische terminologie zijn veel klassieke, vooral Griekse, woorden, voorvoegsels en achtervoegsels nog steeds in gebruik. Schattingen suggereren dat ongeveer 75% van de medische termen een Griekse oorsprong heeft. Zoals eerder vermeld, was Hippocrates de eerste arts wiens invloed nog duidelijk zichtbaar is in de moderne medische terminologie. Bij gebrek aan voorgangers ontwikkelde hij zijn eigen vocabularium. Hippocrates benoemde aandoeningen vaak door beschrijvende combinaties van bestaande woorden te gebruiken. Termen zoals artritis en nefritis, die hij introduceerde, worden nog steeds gebruikt. Daarnaast gaf hij bestaande Griekse woorden een nieuwe betekenis in een medische context. Een voorbeeld is het woord κρίσις (krisis), dat in het klassiek Grieks ‘oordeel’ betekent, maar door Hippocrates werd gebruikt om een ‘waarneembare manifestatie’ van een ziekte aan te duiden.
Bovendien bood het Grieks een rijke woordenschat voor lichaamsdelen en andere concepten, die Hippocrates in zijn werk gebruikte. Deze zelfstandige naamwoorden vormen nog steeds een belangrijk onderdeel van de medische terminologie. Een overzicht van veelgebruikte Griekse termen is opgenomen in de onderstaande tabel:
| Grieks substantief | Vertaling   | Voorbeeld     |
| ------------------ | ----------- | ------------- |
| καρδία             | hart        | cardiologie   |
| νεφρός             | nier        | nephritis     |
| γαστήρ             | maag        | gastritis     |
| ἧπαρ               | lever       | hepatitis     |
| πνεῦμα             | lucht, adem | pneumonie     |
| τραῦμα             | wonde       | traumatologie |
| στόμα              | mond        | stomatopathie |

De natuur vormt een belangrijke bron voor medische terminologie. Een voorbeeld is lithiase (nierstenen), afgeleid van het Griekse λίθος ('steen'). Daarnaast worden abstracte Griekse woorden gebruikt om in de geneeskunde een verbinding te maken tussen concrete en abstracte concepten. Het woord εἶδος ('vorm' of 'soort') verschijnt bijvoorbeeld in termen als reumatoïde en bacterioïde. Over het algemeen krijgen concrete termen voor lichaamsdelen echter voorrang boven abstracte termen bij de vorming van medische terminologie.
Medische termen worden vaak gevormd door samenstellingen van Griekse wortels, voorvoegsels en achtervoegsels. Het Griekse achtervoegsel -ιτις (-itis) duidt bijvoorbeeld op een ontsteking, zoals te zien in nefritis, een combinatie van de Griekse stam νέφρος (‘nier’) en het achtervoegsel -ιτις. Achtervoegsels worden aan de woordstam toegevoegd om de betekenis van het grondwoord te wijzigen. Een overzicht van veelgebruikte Griekse achtervoegsels is opgenomen in de onderstaande tabel:
| Griekse achtervoegsels | Transliteratie            | Vertaling                                     | Voorbeeld     |
| ---------------------- | ------------------------- | --------------------------------------------- | ------------- |
| -ιτις                  | -itis                     | ontstekingen                                  | gastritis     |
| -ομα                   | -oma                      | zwelling, tumor                               | hematoom      |
| -εκτομη                | -ektomi                   | uitsnijding                                   | appendectomie |
| -αλγια                 | -algia                    | pijn                                          | neuralgia     |
| -ραγια                 | -ragia                    | overvloedige vloeiing                         | menorrhagia   |
| -σκοπη, -γραφη, -μετηρ | -skopi / -grafie / -metir | diagnostische methodes                        | gastroscopie  |
| -ια                    | -ia                       | toont een pathologische staat of conditie aan | manie         |
| -ισμος                 | -ismos                    | toont een conditie aan                        | metabolisme   |

Een belangrijke regel hierbij is het feit dat als een suffix begint met een medeklinker en het wordt vervolgens samengesteld met een stam die ook eindigt op een medeklinker, dat er een themavocaal wordt ingelast. Dit zorgt ervoor dat het woord gemakkelijker lees- en uitspreekbaar is.
Veelvoorkomende voorvoegsels volgen in de onderstaande tabel:
| Grieks voorvoegsel | Vertaling               | Voorbeeld    |
| ------------------ | ----------------------- | ------------ |
| ὑπερ-              | overmatig               | hypertensie  |
| ὑπο-               | tekort                  | hypoglycemie |
| ἀ-                 | zonder                  | anemie       |
| περι-              | rondom                  | pericarditis |
| ἀπο-               | weg van                 | apofyse      |
| κατα-              | (naar) beneden          | catamenia    |
| ἐκ-                | uit                     | eczeem       |
| μετα-              | na, achter, verandering | metabolisme  |
| ἀνα-               | op, weer terug          | aneurysma    |
| ἀντι-              | tegen, tegengesteld     | antidotum    |

Een aantal belangrijke regels hierbij zijn de volgende: wanneer een voorvoegsel eindigt op een klinker en de stam met een klinker begint, dan valt de laatste klinker van het voorvoegsel weg (vb. para-otid wordt parotid). Een tweede regel is het feit dat als het voorvoegsel een eind -n bevat, deze verandert in een l als er een l op volgt (vb. syn-logisme wordt syllogisme). Vervolgens wordt een eind -n een -m voor een b, m, p of ph (vb. em-phasis wordt enphasis). Ten slotte valt de eind -n compleet weg, wanneer de stam begint met een s (vb. syn-stema wordt system).
Naast deze samenstellingen op basis van Griekse wortels, substantieven en voor- en achtervoegsels, zijn er ook heel wat Griekse termen die doorheen de eeuwen een betekenisverschuiving ondergaan. Een aantal frequente voorbeelden hiervan staan opgesomd in onderstaande tabel (Αndrews, 1928):
| Grieks substantief | Voormalige betekenis | Huidige betekenis |
| ------------------ | -------------------- | ----------------- |
| ἄνθραξ             | steenpuist           | huidziekte        |
| ὑπόφυσις           | cataract             | hypofyse          |

De dominantie van het Grieks in de medische terminologie vloeit voort uit de flexibiliteit van het Grieks bij het vormen van samenstellingen. Dit wordt geïllustreerd door de vele voorbeelden in de bijbehorende tabellen. Hoewel het Engels de internationale voertaal is geworden voor medische communicatie, blijven Griekse en Latijnse termen prominent aanwezig in de hedendaagse medische terminologie.
Griekse woorden werden via het Latijn overgenomen in moderne talen, zoals het Engels. Omdat deze talen gebruikmaken van het Latijns alfabet in plaats van het Grieks alfabet, ondergingen Griekse woorden syntactische aanpassingen. Een overzicht van deze veranderingen is opgenomen in de onderstaande tabel:
| Grieks | Latijn | Voorbeeld                       |
| ------ | ------ | ------------------------------- |
| κ      | c      | κρανίον → cranium               |
| αι οι  | ae oe  | δίαιτα → diaeta ἀμοιβή → amoeba |
| υ      | y      | ὑπερ → hyper                    |

## Chemie

### Algemene context: ontstaan van de chemie
In de chemie komen veel termen met Griekse wortels voor. Het woord ‘chemie’ is mogelijk afgeleid van het Griekse χέω ('gieten'), verwijzend naar metallurgische processen. Griekse wortels vormen de basis van de naamgeving in de moderne chemie, wat de etymologie van deze woorden bruikbaar maakt als leermiddel.
De Griekse oudheid kende geen moderne chemie, maar filosofen onderzochten materie en haar eigenschappen. Leucippus (ca. 470–360 v.Chr.) en Democritus (ca. 460–356 v.Chr.) ontwikkelden het atomisme, waarbij de kosmos bestaat uit atomen en leegte. Leucippus stelde dat alles ontstaat door natuurlijke oorzaken. Democritus, een productief schrijver, behandelde onderwerpen als ethiek en natuurfilosofie, zoals beschreven door Diogenes Laërtius in Leven en leer van beroemde filosofen.
Thales van Milete (624–545 v.Chr.) zag water als de oerstof vanwege zijn faseovergangen. Zijn idee dat 'alles water is' plaatste de natuur boven goden. Hij leverde bijdragen aan de School van Milete en meetkunde, zoals de stelling van Thales. Anaximander (ca. 610–546 v.Chr.), ook uit Milete, beschouwde de oerstof als een onbepaalde, oneindige massa (τὸ ἄπειρον), de basis van alle stoffen, al zijn zijn geschriften verloren gegaan.

### Vorming van de chemische taal
Chemische termen zijn vaak samenstellingen en kunnen dus doorgrond worden aan de hand van een analyse van de morfemen, of voor- en achtervoegsels. Enkele veelvoorkomende Griekse prefixen in de chemische terminologie zijn:
| Grieks prefix | Vertaling                | Voorbeeld              |
| ------------- | ------------------------ | ---------------------- |
| ἀλλο-         | anders, verschillend     | allopurinol            |
| ἀμφι-         | aan beide zijden, dubbel | amfifiele verbindingen |
| αὐτο-         | zelf                     | autofagie              |
| βαρο-         | gewicht, druk            | barometer              |
| βιο-          | leven                    | biomassa               |
| χειρ-         | hand                     | chiraal centrum        |
| χρωμα-        | kleur                    | chromatine             |
| δια-          | door                     | diabetes (mellitus)    |
| ἐν-           | in                       | endorfine              |
| ἐπι-          | op, boven                | epigenetica            |
| εὐ-           | goed, gemakkelijk        | euchromatine           |
| ἡμι-          | half                     | hemidesmosoom          |
| ἑτερο-        | anders                   | heterogene reactie     |
| ὁμο-          | zelfde                   | homogeen               |
| ὑδρο-         | water                    | hydrogenering          |
| ὑπερ-         | boven                    | hyperkaliëmie          |
| ὑπο-          | onder                    | hypoglykemie           |
| ἰσο-          | zelfde                   | isotoop                |
| κιλο-         | duizend                  | kilogram               |
| μακρο-        | groot                    | macrofaag              |
| -             | klein                    | microscoop             |
| μονο-         | alleen, enig             | mononatriumglutamaat   |
| ὀλιγο-        | enkele                   | oligonucleotide        |
| φοτο-         | licht                    | fotosynthese           |
| πολυ-         | veel                     | polyetheen             |
| ψευδο-        | vals                     | pseudo-efedrine        |
| πυρο-         | vuur                     | pyrodruivenzuur        |
| στερεο-       | stevig, 3D               | stereo-isomeren        |
| ταυτο-        | zelfde                   | tautomeer              |
| θερμο-        | warmte, warm             | thermometer            |

Daarnaast zijn Griekse suffixen ook vaak gebruikt in chemische terminologie:
| Grieks | Vertaling            | Voorbeeld                  |
| ------ | -------------------- | -------------------------- |
| -γον   | hoek                 | pentagoon                  |
| -εδρον | zijde                |                            |
| -γραφη | schrijven, tekenen   | geografie                  |
| -λογη  | woorden over, studie | hydrologie                 |
| -μορφη | vorm                 | polymorf (kristallografie) |
| -σκωπ  | om te kijken naar    | stethoscoop                |
| -τρωπ  | vorm                 | isotropie                  |
| -υργη  | werk                 | metallurgie                |

Veel chemische termen worden gevormd met Griekse voorvoegsels en achtervoegsels. Een barometer, een drukmeter, is afgeleid van het Griekse βάρος ('gewicht' of 'zwaarte'). Polymorfisme, wat ‘veelvormen’ betekent, komt van het voorvoegsel πολυ- (‘veel’).
In het periodiek systeem hebben 36 elementen een Griekse naamwortel of mythologische verwijzing, vaak gekozen door klassiek geschoolde chemici. Voorbeelden zijn helium, van ἤλιος ('zon'), selenium, van σελήνη ('maan'), en chroom, van χρῶμα ('kleur'). Mythologische namen omvatten titanium, verwijzend naar de Titanen, zonen van Ouranos en Gaia, promethium, genoemd naar Prometheus, en niobium, vernoemd naar Niobe, dochter van Tantalus.
De positie van elementen in het periodiek systeem wordt aangeduid met Griekse voorzetsels zoals πάρα ('naast') en μέτα ('tussen'). De IUPAC-nomenclatuur voor chemische verbindingen maakt gebruik van Griekse numerieke voorvoegsels.
| Grieks              | Vertaling | Voorbeeld               |
| ------------------- | --------- | ----------------------- |
| εἰς (μον-)          | een       | distikstofmonoxide      |
| δύο                 | twee      | distikstofmonoxide      |
| τρεῖς               | drie      | triglycidylisocyanuraat |
| τετρα- (> τέσσαρες) | vier      | tetrahydrocannabinol    |
| πέντε               | vijf      | pentobarbital           |
| ἕξ                  | zes       | hexamethylbenzeen       |
| ἕπτα                | zeven     | heptachloor             |
| ὀκτώ                | acht      | octocryleen             |

Een voorbeeld van de naamgeving van verbindingen is N2O4, namelijk dinitrogen tetraoxiden. CO is dan weer koolstofmonoxide. Ook de klassen van verbindingen en complexen worden afgeleid van de Griekse numerieke wortels. De geometrie gebruikt de termen tetrahedraal, octahedraal, tetragonaal, … waarin steeds het verband met het Griekse telwoord zichtbaar is. De naamgeving van de alkanen is bovendien ook gebaseerd op de Griekse telwoorden, behalve het alkaan 'nonaan' dat zijn naam ontleend aan het Latijnse telwoord 'nonus'.
Hieronder volgt een overzicht van enkele chemische termen en hun etymologie:
| Chemische term   | Etymologie                                           |
| ---------------- | ---------------------------------------------------- |
| thermodynamica   | θέρμος (“warmte”) + δύναμις (“kracht, beweging”)     |
| enthalpie        | ἐν (“in”) + θάλμος (“warmte”)                        |
| entropie         | ἐν (“in”) + τρόπος (“verandering”)                   |
| exo-/endotherm   | ἐξω- (“uit”), ἐνδο- (“in)                            |
| adiabatisch      | ἀ- (“niet”) + διάβατος (“doorgang”)                  |
| energie          | ἔργον (“werk”)                                       |
| kinetiek         | κινέω (“bewegen”)                                    |
| piëzo-elektrisch | πιέζω (“drukken”)                                    |
| fase             | φάσις (“verschijning”)                               |
| azeotroop        | ἀ- (“niet”) + ζέω (“koken”) + τρόπος (“verandering”) |
| monochroom       | μόνος (“één”) + χρῶμα (“kleur”)                      |
| pyrometrie       | πῦρ (“vuur”)                                         |
| homoloog         | ὅμοιος- (“gelijk”)                                   |
| alifatisch       | ἄλιφος (“vet”)                                       |
| aromatisch       | ἄρωμα (“geur”)                                       |

### Appendix: overzicht van de chemische terminologie[12]
| Grieks grondwoord | Betekenis            | Chemische stam | Voorbeeld          |
| ----------------- | -------------------- | -------------- | ------------------ |
| ἀ-                | zonder, niet         | a-             | amorf              |
| ἄκτις             | straal               | actin-         | actinium           |
| αἰτία             | oorzaak, reden       | aetio-         |                    |
| ἄλλος             | verschillend, anders | allo-          | allotropie         |
| ἄμφω              | verschillend, anders | ampho-         | amfoteer           |
| ἄνα               | omhoog               | an-            | anode              |
| ἄνθος             | bloem                | antho-         | anthocyaan         |
| ἀντί              | tegen                | anti-          | antiform           |
| ἄργον             | inactief             | argon          | argon              |
| ἄτομος            | niet-verdeeld        | atom-          | atoom              |
| αὐτός             | zelf                 | auto-          | auto-oxidatie      |
| βάρυς             | zwaar                | bar-           | barium             |
| βάθος             | diep                 | batho-         | bathochroom        |
| βίος              | leven                | bio-           | biochemie          |
| βρόμος            | stank, slechte geur  | brom-          | bromide            |
| κατά              | naar beneden         | cata-/cath-    | cathode            |
| κεφαλή            | hoofd                | cephal-        |                    |
| χάλκος            | koper                | chalco-        | chalcopyriet       |
| χλόρος            | geelgroen            | chlor-         | chloriet           |
| χολή              | gal                  | chol-          | cholesterol        |
| χορή              | volume               | -chore         | isochoor           |
| χρῶμα             | kleur                | chrom-         | chroom             |
| χρύσους           | goud                 | chryso-        | chrysoberil        |
| κλίνω             | leunen, buigen       | -clinic        | triklien           |
| κόλλα             | lijm                 | colloid-       | colloïde           |
| κόνος             | kegel                | cono-          | conoscoop          |
| κόσμος            | wereld               | cosmo-         | microkosmos        |
| κρέας             | vlees                | creat-         | creatine           |
| κρύος             | koude, vorst         | cryo-          | cryoscopisch       |
| κρύπτος           | verborgen            | crypto-        |                    |
| κύανος            | donderblauw          | cyan-          | cyanide            |
| κύκλος            | cirkel               | cyclo-         | heterocyclisch     |
| κύτος             | leeg                 | cyto-          | cytochroom         |
| δέκα              | tien                 | deca-          | decahydraat        |
| δένδρον           | boom                 | dendr-         | dendriet           |
| δέσμος            | boei, band           | desmo-         | desmotropisme      |
| δεύτερος          | tweede               | deuter-        | deuterium          |
| δίς               | tweemaal             | di-            | dichromaat         |
| διαβαίνω          | doorgaan             | diabatic       | adiabatisch        |
| δωδέκα            | twaalf               | dodec-         | dodecaan           |
| δύναμις           | kracht               | dynam-         | thermodynamica     |
| δυσπρόσιτος       | onbenaderbaar        | dyspros-       | dysprosium         |
| ἐν                | in                   | en-, endo-     | endothermisch      |
| ἐναντίος          | tegen                | enantio-       | enantiomorfisme    |
| εὖ                | goed                 | eu-            | eutecticum         |
| ἔξ                | uit                  | exo-           | exfoliatie         |
| γλύκος            | zweet                | gluco-         | glucose            |
| ἅλς               | zout                 | halo-          | haliet             |
| ἥλιος             | zon                  | helio-         | helium             |
| ἥμισυς            | half                 | hemi-          | hemihydraat        |
| αἷμα              | bloed                | hemo-          | hemocyanine        |
| ἕπτα              | zeven                | hepta-         | heptaan            |
| ἕτερος            | anders, verschillend | hetero-        | heterocyclisch     |
| ἕξ                | zes                  | hexa-          | hexahydrobenzeen   |
| ἵππος             | paard                | hippo-         | hippuurzuur        |
| ὅμοιος            | gelijk               | homo-          | homoloog           |
| ὕδωρ              | water                | hydro-         | hydrogenering      |
| ὕγρος             | nat                  | hygro-         | hygroscopic        |
| ὕπο               | onder                | hypo-          | hypochloorthiazide |
| ἴσος              | gelijk               | iso-           | isotoop            |
| κίνησις           | beweging             | kinet-         | kinetisch          |
| κρύπτος           | verborgen            | krypton-       | krypton            |
| κύων              | hond                 | kyn-           | kynureenzuur       |
| λανθάνω           | verbergen            | lanthan-       | lanthaan           |
| λεῦκος            | wit                  | leuco-         | leukemie           |
| λίπος             | vet                  | lipo-          | lipopolysachariden |
| λίθος             | steen                | lithium        | lithium            |
| λύω               | losmaken             | -lysis         | hydrolyse          |
| μάκρος            | groot                | macro-         | macroanalyse       |
| μέλας             | zwart                | melan-         | melanine           |
| μέρος             | deel                 | -mer           | isomeer            |
| μέσος             | midden               | meso-          | mesoxaalzuur       |
| μεταβολή          | ruil                 | metabol-       | metabolisme        |
| μικρός            | klein                | micro-         | microanalyse       |
| μίμησις           | nabootsing           | mimet-         | mimetisch          |
| μόνος             | alleen               | mono-          |                    |
| μορφή             | vorm                 | morph-         | isomorfisme        |
| νέος              | nieuw                | neon-          | neon               |
| νεφέλη            | wolk                 | nephelo-       | nefelometrie       |
| ὅδος              | weg                  | -ode           | anode              |
| ὀσμή              | geur                 | osmium         | osmium             |
| ὀξύς              | scherp, bitter       | oxy-           | oxytocine          |
| πέκτος            | gestold              | pect-          | pectine            |
| πέντε             | vijf                 | pent-          | pentoxide          |
| πεψίς             | vertering            | peps-          | pepsine            |
| φῶς               | licht                | phos-, photo-  | fotosynthese       |
| φύτον             | plant                | phyto-         | fytosterolen       |
| πικρός            | bitter               | picric         | picrinezuur        |
| πιέζω             | drukken              | piezo-         | piëzo-elektrisch   |
| πρότεος           | oudste               | proteo-        | proteoglycaan      |
| ψευδός            | vals                 | pseudo-        |                    |
| πυκνός            | dens                 | pycno-         | pyknometer         |
| πῦρ               | vuur                 | pyro-          | pyrofosfaat        |
| ῥόδον             | roos                 | rhodium        | rodium             |
| σάρξ              | vlees                | sarco-         | sarcosine          |
| σκλέρος           | hard                 | sclero-        |                    |
| σελήνη            | maan                 | sleen-         | selenium           |
| στερέος           | volume, ruimte       | stereo-        | stereochemie       |
| συν-              | met                  | syn-/synthet-  | synthetisch        |
| ταῦτα             | hetzelfde            | tauto-         | tautomeer          |
| τέκω              | smelten              | tect-          | eutecticum         |
| θάλλος            | groen                | thallium       | thallium           |
| θάλπος            | warmte               | thalp-         | enthalpie          |
| θέρμος            | warmte               | thermo-        | thermolyse         |
| τόπος             | plaats               | topo-          | isotoop            |
| τρίβω             | wrijven              | tribo-         | tribo-elektrisch   |
| τρέπω             | draaien              | trop-          | allotropie         |
| ξένος             | vreemdeling          | xenon          | xenon              |